# Lazareto (Republica Capului Verde)
Lazareto este un oraș în São Vicente în Republica Capului Verde.